# Martin Fuhrer
Martin Fuhrer (* 6. Dezember 1956 in Basel) ist ein Schweizer Kameramann.

## Leben
Martin Fuhrer debütierte 1984 mit dem von Lutz Leonhardt inszenierten Drama Der Räuber als Kameramann für einen Spielfilm. Neben ausländischen Produktionen wie Omen IV: Das Erwachen, The Gathering und Tod auf dem Nil drehte Fuhrer zwischen 1993 und 2012 auch vier Tatorte.

## Filmografie
- 1984: Der Räuber
- 1991: Gesichter der Schweiz (Visages Suisses)
- 1991: Omen IV: Das Erwachen (Omen IV: The Awakening)
- 1993: Tatort: Gehirnwäsche
- 1994: Tom & Viv
- 1995: Tatort: Rückfällig
- 1997: Oscar Wilde
- 2001: Venus & Mars
- 2002: The Gathering
- 2003: Das unvollendete Bildnis (Five Little Pigs)
- 2003: Morphium (Sad Cypress)
- 2003: Selima und John (The Sleeping Dictionary)
- 2004, 2008: Agatha Christie’s Marple (Fernsehserie, Folgen The Body in the Library, Murder Is Easy und 4.50 from Paddington)
- 2004: Tod auf dem Nil (Death on the Nile)
- 2005: Tod eines Keilers
- 2007: Kein Geld der Welt
- 2008: Jimmie
- 2008: Tatort: Liebeswirren
- 2011: Vera – Ein ganz spezieller Fall (Vera, Fernsehserie, 1 Folge)
- 2012: Tatort: Skalpell
- 2015: An Inspector Calls (Fernsehfilm)
- 2020: White Lines (Fernsehserie, 2 Folgen)